# Saben aquell
Saben aquell és una pel·lícula catalana de 2023 dirigida per David Trueba a partir d'un guió d'Albert Espinosa que protagonitza David Verdaguer com l'humorista Eugenio juntament amb Carolina Yuste.

## Sinopsi
Ambientada a la Barcelona de la dècada del 1960 i 1970, la trama segueix els inicis a l'escenari d'Eugeni Jofra, conegut artísticament com a Eugenio, així com la seva relació amorosa amb la Conchita, a qui comença a actuar en un duet musical. Eugenio acaba improvisant espectacles de comèdia en solitari davant la sobtada absència de la Conchita.

## Repartiment
- David Verdaguer com a Eugeni Jofra i Bafalluy[3]
- Carolina Yuste com a Conchita[3]
- Pedro Casablanc[3]
- Marina Salas[3]
- Ramon Fontserè[3]

## Producció
El guió va ser escrit per Albert Espinosa a partir dels llibres Eugenio i Saben aquell que diu de Gerard Jofra, fill d'Eugenio. La pel·lícula és una producció d'Ikiru Films, Atresmedia Cine i La Terraza Films, i va comptar amb la participació d'Atresmedia, Movistar+ i HBO Max i el suport de l'ICEC i la CCMA. Les localitzacions del rodatge inclouen Barcelona.

## Estrena
La pel·lícula es va estrenar a les sales de cinema d'Espanya a càrrec de Warner Bros. Pictures l'1 de novembre de 2023.

## Premis i nominacions
| Premis           | Categoria                                | Nominat                                     | Resultat  |              |
| ---------------- | ---------------------------------------- | ------------------------------------------- | --------- | ------------ |
| 29 Premis Forqué | Millor Actor protagonista                | David Verdaguer                             | Guanyador | [ 6 ]        |
| 11 Premis Feroz  | Millor Actor protagonista                | David Verdaguer                             | Guanyador | [ 7 ]        |
| 11 Premis Feroz  | Millor Actriu protagonista               | Carolina Yuste                              | Nominat   | [ 7 ]        |
| 11 Premis Feroz  | Millor Tràiler                           | Miguel Ángel Sanantonio                     | Nominat   | [ 7 ]        |
| 16 Premis Gaudí  | Millor pel·lícula                        | Millor pel·lícula                           | Nominat   | [ 8 ]        |
| 16 Premis Gaudí  | Millor direcció                          | David Trueba                                | Nominat   | [ 8 ]        |
| 16 Premis Gaudí  | Millor guió adaptat                      | David Trueba, Albert Espinosa               | Nominat   | [ 8 ]        |
| 16 Premis Gaudí  | Millor protagonista masculí              | David Verdaguer                             | Guanyador | [ 8 ]        |
| 16 Premis Gaudí  | Millor protagonista femenina             | Carolina Yuste                              | Guanyador | [ 8 ]        |
| 16 Premis Gaudí  | Millor actor secundari                   | Pedro Casablanc                             | Nominat   | [ 8 ]        |
| 16 Premis Gaudí  | Millor música original                   | Andrea Motis                                | Nominat   | [ 8 ]        |
| 16 Premis Gaudí  | Millor direcció artística                | Marc Pou                                    | Guanyador | [ 8 ]        |
| 16 Premis Gaudí  | Millor direcció de producció             | Eduard Vallés                               | Guanyador | [ 8 ]        |
| 16 Premis Gaudí  | Millor vestuari                          | Lala Huete                                  | Guanyador | [ 8 ]        |
| 16 Premis Gaudí  | Millor maquillatge i perruqueria         | Caitlin Acheson, Nacho Días, Benjamín Pérez | Guanyador | [ 8 ]        |
| 16 Premis Gaudí  | Millors efectes visuals                  | Wesley Barnard, Míriam Piquer               | Nominat   | [ 8 ]        |
| 16 Premis Gaudí  | Millor so                                | Xavi Mas, Eduardo Castro, Yasmina Praderas  | Guanyador | [ 8 ]        |
| 79th CEC Medals  | Millor pel·lícula                        | Millor pel·lícula                           | Nominat   | [ 9 ] [ 10 ] |
| 79th CEC Medals  | Millor guió adaptat                      | Albert Espinosa, David Trueba               | Nominat   | [ 9 ] [ 10 ] |
| 79th CEC Medals  | Millor Actor                             | David Verdaguer                             | Guanyador | [ 9 ] [ 10 ] |
| 79th CEC Medals  | Millor actriu                            | Carolina Yuste                              | Nominat   | [ 9 ] [ 10 ] |
| 79th CEC Medals  | Millor actor secundari                   | Pedro Casablanc                             | Nominat   | [ 9 ] [ 10 ] |
| 79th CEC Medals  | Millor cinematografia                    | Sergi Vilanova Claudín                      | Nominat   | [ 9 ] [ 10 ] |
| 79th CEC Medals  | Millor edició                            | Marta Velasco                               | Nominat   | [ 9 ] [ 10 ] |
| 38 Premis Goya   | Millor pel·lícula                        | Millor pel·lícula                           | Nominat   | [ 11 ]       |
| 38 Premis Goya   | Millor director                          | David Trueba                                | Nominat   | [ 11 ]       |
| 38 Premis Goya   | Millor guió adaptat                      | David Trueba, Albert Espinosa               | Nominat   | [ 11 ]       |
| 38 Premis Goya   | Millor actriu                            | Carolina Yuste                              | Nominat   | [ 11 ]       |
| 38 Premis Goya   | Millor actor                             | David Verdaguer                             | Guanyador | [ 11 ]       |
| 38 Premis Goya   | Millor música original                   | Andrea Motis                                | Nominat   | [ 11 ]       |
| 38 Premis Goya   | Millor so                                | Xavi Mas, Eduardo Castro, Yasmina Praderas  | Nominat   | [ 11 ]       |
| 38 Premis Goya   | Millor direcció artística                | Marc Pou                                    | Nominat   | [ 11 ]       |
| 38 Premis Goya   | Millor direcció de producció             | Eduard Vallès                               | Nominat   | [ 11 ]       |
| 38 Premis Goya   | Millor disseny de vestuari               | Lala Huete                                  | Nominat   | [ 11 ]       |
| 38 Premis Goya   | Goya al millor maquillatge i perruqueria | Caitlin Acheson, Benjamín Pérez, Nacho Díaz | Nominat   | [ 11 ]       |